# Georg Bauer (Politiker, 1885)
Georg Bauer (* 19. Juni 1885 in Büchenbach; † 30. September 1952) war ein deutscher Politiker (Bayernpartei).

## Leben
Bauer war Bauernvereinsinspektor von Beruf. Nach dem Zweiten Weltkrieg engagierte er sich in der Bayernpartei, für die er zunächst bei der Bundestagswahl 1949 und dann bei der Landtagswahl 1950 antrat, ohne jedoch ein Mandat zu erringen. Am 17. Oktober 1951 rückte er für Hermann Etzel, der sein Mandat niedergelegt hatte, in den Bayerischen Landtag nach. Er starb jedoch bereits ein knappes Jahr nach seinem Einzug in den Landtag. Im Landtag gehörte er dem Ausschuss Bayern Pfalz und dem Ausschuss für Grenzlandfragen an.